# Görziger Dorfstelle
Görziger Dorfstelle ist ein Wohnplatz der Gemeinde Rietz-Neuendorf im Landkreis Oder-Spree in Brandenburg.

## Geografische Lage
Der Wohnplatz liegt südlich des bewohnten Gemeindeteils Raßmannsdorf unmittelbar westlich der Spree, die in diesem Bereich von Süden kommend in nördlicher Richtung fließt. Das umgebende Gebiet steht als Schwarzberge und Spreeniederung unter Naturschutz. Südlich liegt der weitere Wohnplatz Radinkendorf Ausbau.

## Geschichte
Das Dorf entstand im Jahr 1750, als ein Schiffer aus Beeskow ein Büdnerhaus auf einer Fläche errichtete, die als Dorfstelle bezeichnet wurde. Neben ihm ließ sich ein weiterer Büdner dort nieder. Im Jahr 1774 lebten dort 22 Personen in einem Schiffer- und einem Tagelöhnerhaus, die zwei Feuerstellen betrieben (1775). Bis 1801 war eine Ziegelei entstanden; die Anzahl der Einwohner war auf 14 Personen zurückgegangen, die in zwei Haushalten lebten (ebenso 1818). Im Jahr 1837 wurde von einem Etablissement zu Görzig berichtet, in dem nur noch 13 Personen lebten (1836). Die Dorfstelle bestand im Jahr 1858 aus zwei Wohn- und sechs Wirtschaftsgebäuden und mittlerweile wieder 22 Personen; 1885 waren es nur noch 14. Die Bezeichnung Görziger Dorfstelle erschien erstmals im Jahr 1897. Im Jahr 1925 lebten dort 22 Personen. Die Siedlung kam im Jahr 1931 zum Gemeindebezirk Görzig und wird dort seit dieser Zeit als Wohnplatz geführt.